# 丽容蜥属
丽容蜥属（学名：Oryporan）是前棱蜥科的一属。

## 下属物种
本属包括以下物种：
- Oryporan insolitus Pinheiro, Silva-Neves & Da-Rosa, 2021[2]